# Owensboro
Owensboro ist mit über 60.183 Einwohnern (Stand: 2022) die viertgrößte Stadt im US-Bundesstaat Kentucky und County Seat des Daviess Countys. Benannt ist die Stadt nach dem Politiker Abraham Owen (1769–1811).
Owensboro selbst bezeichnet sich aufgrund des dort jährlich stattfindenden „International Bar-B-Q Festivals“ als „BBQ Capital of the World“ (Barbecue-Welthauptstadt).
Owensboro ist Sitz des Bistums Owensboro.

## Geographie
Owensboros geographische Koordinaten sind 37° 45′ N, 87° 7′ W (37,757748, −87,118390). Der Ort liegt rund 50 km südöstlich von Evansville, Indiana am südlichen Ufer einer Krümmung des Ohio Rivers. U.S. Highway 60 führt in Ost-West-Richtung durch den Ort. U.S. Highway 431 zweigt Downtown nach Süden ab. U.S. Highway 231 führt von Owensville in Nord-Süd-Richtung am Stadtgebiet vorbei. Eine Umgehungsstraße, der Wendell Ford Bypass führt den Durchgangsverkehr südlich um die Stadt herum und verbindet vor allem den von Westen aus Henderson kommenden Audubon Parkway mit dem in südöstlicher Richtung nach Bowling Green führenden William H. Natcher Green River Parkway.
Im Südwesten Owensboros befindet sich der Owensboro-Daviess County Airport.
Nach den Angaben des United States Census Bureaus hat die Stadt eine Fläche von 48,3 km², wovon 45,1 km² auf Land und 3,2 km² auf Gewässer entfallen.

## Söhne und Töchter der Stadt
- Albert S. Marks (1836–1891), Politiker
- Hardin Craig (1875–1968), Literaturwissenschaftler
- James Frederick Chappell (1890–1964), Astronom und Fotograf
- Tom Powers (1890–1955), Bühnen- und Filmschauspieler
- Eugene Oberst (1901–1991), Leichtathlet
- Dudley Walker Morton (1907–1943), U-Boot-Kommandant im Zweiten Weltkrieg
- Tom Ewell (1909–1994), Schauspieler
- Wendell Ford (1924–2015), Politiker, Gouverneur und Senator von Kentucky
- G. C. Spencer (1925–2007), Automobilrennfahrer
- Cliff Hagan (* 1931), Basketballspieler
- Stephen F. Cohen (1938–2020), Russistikgelehrter und Professor an der Princeton University und der New York University
- Charles O. Cecil (* 1940), Diplomat
- Reggie Johnson (1940–2020), Jazz-Bassist
- Darrell Waltrip (* 1947), Automobilrennfahrer
- Nick Varner (* 1948), Poolbillardspieler
- Marcus Rediker (* 1951), Historiker
- Johnny Depp (* 1963), Schauspieler
- Michael Waltrip (* 1963), Automobilrennfahrer
- Billy Sperlich (* 1977), deutsch-US-amerikanischer Sportwissenschaftler
- Nicky Hayden (1981–2017), Motorradrennfahrer
- Roger Lee Hayden (* 1983), Motorradrennfahrer
- Haley Strode (* 1987), Schauspielerin

## Partnerstädte
Owensboro hat zwei Partnerstädte:
- Olmütz, Tschechien
- Nisshin, Präfektur Aichi, Japan

## Sonstiges
Die letzte öffentliche Hinrichtung in den Vereinigten Staaten fand am 14. August 1936 in Owensboro statt. Der ca. 26-jährige Afroamerikaner Rainey Bethea wurde vor etwa 20.000 Zuschauern gehängt.